# Rettungssport

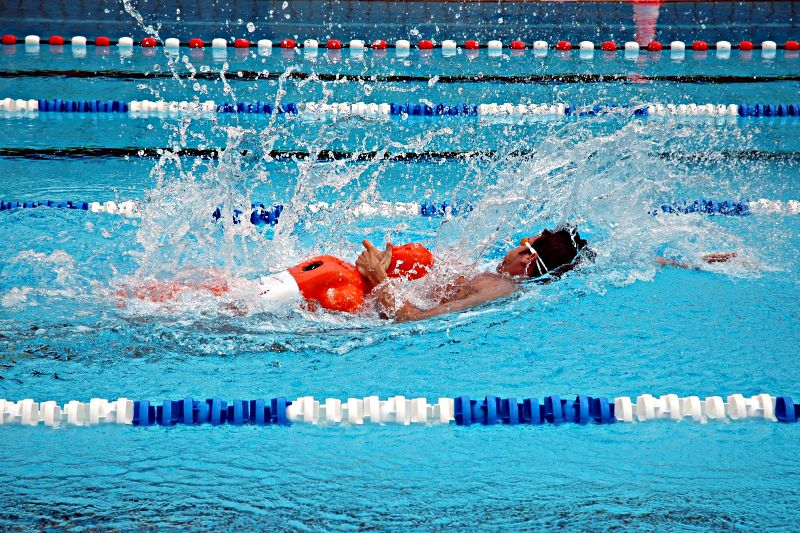
Die Disziplin Puppe schleppen

Der Rettungssport ist eine Sportart, bei der Rettungsschwimmer gegeneinander in Wettbewerben antreten, bei welchen entweder Rettungssituationen simuliert oder Rettungsgeräte, insbesondere die Rettungspuppe, genutzt werden. Zunächst in Australien in den Freiwasserwettkämpfen, entwickelten sich anderenorts ähnliche Disziplinen für Schwimmhallen. In Deutschland fördert hauptsächlich die Deutsche Lebens-Rettungs-Gesellschaft (DLRG) die Entwicklung des Rettungssports. Durch die International Life Saving Federation (ILS) wurde es möglich, ein international einheitliches Regelwerk für die Durchführung von weltweiten Rettungsschwimmwettbewerben festzulegen. Die sportliche Entwicklung macht auch vor dieser ehemaligen Randsportart nicht Halt. Dieser Sport ist nicht nur ein Trendsport geworden, sondern auch der Leistungs- und Spitzensport konnte sich bis hin zu Weltmeisterschaften wie der Rescue entwickeln.

## Die Disziplinen
Wettkämpfe im Rettungsschwimmen werden klassischerweise in zwei Arten eingeteilt: Zum einen die Disziplinen im Schwimmbecken (in englischsprachigen Regelwerken meist pool events) und zum anderen die Disziplinen im Freigewässer (open water). Die Disziplinenvielfalt reicht von regionalen Rettungsvergleichswettkämpfen, bei denen die unterste Gliederungsebene einer Wasserrettungsorganisation Wettkampfdisziplinen frei festlegen kann, bis hin zu fest reglementierten Durchführungsbestimmungen auf Landes- und Bundesebene und Internationalen Wettkämpfen.
Als neue Sportart haben sich im ersten Jahrzehnt des 21. Jahrhunderts auch die IRB-Wettkämpfe entwickelt, bei denen Mannschaften mit speziell für die Brandungsrettung entwickelten Schlauchbooten (Inflatable Rescue Boat) die Rettung von Personen aus der Brandungszone trainieren.

### Schwimmbaddisziplinen
Die Schwimmbaddisziplinen sind in Deutschland sehr weit verbreitet. Hierbei legen die Wasserrettungsorganisationen des ASB, der DLRG und des DRK eigene Regelwerke zur Durchführung von Rettungsschwimmwettkämpfen fest. Die angegebenen Werte beziehen sich jeweils auf die offene AK, wenn nicht anders angegeben.

#### Einzeldisziplinen
- 200 m Hindernisschwimmen (Obstacle Swim)

Der Wettkämpfer schwimmt nach dem Start 200 m Freistil. Während dieser Disziplin muss achtmal ein 70 cm tiefes Hindernis untertaucht werden.
- 50 m Retten einer Puppe (Manikin Carry)

25 m Freistil schwimmen, dann zu einer Puppe tauchen. Diese muss innerhalb von einer Strecke von fünf Metern zur Wasseroberfläche gebracht und die restliche Strecke zum Ziel geschleppt werden.
- 100 m Kombinierte Rettungsübung (Rescue Medley)

50 m Freistil, Wende und Tauchen zu einer Puppe, die in 17,5 m Entfernung liegt. Puppe ins Ziel schleppen.
- 100 m Schwimmen und Retten mit Flossen (Manikin Carry with Fins)

50 m Freistil mit Flossen schwimmen, dann zu einer Puppe tauchen, diese an die Wasseroberfläche bringen und ins Ziel schleppen.
- 100 m Retten mit Flossen und Gurtretter (Manikin Tow with Fins)

50 m Freistil mit Flossen und Gurtretter schwimmen. An der Wende-Marke einer Puppe den Gurtretter umlegen und sie 50 m ins Ziel ziehen.
- 200 m Super Lifesaver

75 m Freistil schwimmen, an der 75-Meter-Marke zu einer mit Wasser gefüllten Puppe tauchen und sie an die Wasseroberfläche holen. 25 m Puppe schleppen, an der 100-Meter-Marke Gurtretter und Flossen anlegen und 50 m zu einer weiteren Puppe schwimmen. Diese mit dem Gurtretter 50 m schleppen.
- 100 m Retten mit Boot (Lifesaving by boat)

Mit dem Boot zu einer Boje rudern, diese umrunden, dann zu einer im Wasser liegenden Puppe rudern. Diese bis zum Bootsrand hochholen und die Reststrecke mit nur einem Riemen zurücklegen.
- 50 m Freistil (ab AK 60)

50 m Freistil schwimmen.
- 50 m Flossenschwimmen (AK 12)

50 m Freistil schwimmen mit Flossen.
- 50 m Kombiniertes Schwimmen (AK 12, ab AK 60)

Erst 25 m Freistil schwimmen, dann 25 m in Rückenlage ohne Armtätigkeit.

#### Mannschaftsdisziplinen
- 4 × 25 m Puppenstaffel (Manikin Relay)

Alle vier Staffelschwimmer schleppen die Rettungspuppe jeweils 25 m weit.
- 4 × 50 m Hindernisstaffel (Obstacle Relay)

Vier Athleten schwimmen jeweils 50 m Freistil und untertauchen dabei zweimal ein Hindernis.
- 4 × 50 m Gurtretterstaffel (Medley Relay)

Die Staffel besteht aus vier Wettkämpfern. Der 1. Schwimmer schwimmt 50 m Freistil. Der 2. Schwimmer legt die gleiche Distanz mit Flossen zurück. Der 3. Schwimmer schwimmt 50 m Freistil mit um die Schulter gelegtem Gurtretter. Diesen übergibt er dann an den 4. Schwimmer, der dann den 3. Schwimmer 50 m mit Flossen und mit Hilfe des Gurtretters abschleppt.
- 4 × 50 m Rettungsstaffel

Diese Staffel besteht aus vier Schwimmern, die nacheinander die Distanz von 50 m zurücklegen. Der Startschwimmer schwimmt 50 m Freistil mit Flossen. Der 2. Schwimmer taucht 25 m mit Flossen, schwimmt 25 m Freistil mit Flossen und birgt für den 3. Schwimmer die Rettungspuppe vom Boden des Beckens. Der 3. Schwimmer schleppt diese dann 50 m und übergibt die Puppe dann an den 4. Schwimmer, welcher die Puppe dann mit Flossen abschleppt.
- Leinenwurf (Line Throw)

Ein Rettungsschwimmer steht am Beckenrand und rettet ein Opfer, das sich 12,5 m vom Beckenrand entfernt befindet, innerhalb einer Zeitvorgabe von 30 Sekunden. Nach dem Startsignal holt der Retter das vom Opfer gehaltene Seil zu sich heran und wirft es dem Opfer wieder zu. Das Opfer muss das Seil ergreifen und wird vom Retter zurück zum Beckenrand gezogen.
- Simulierte Rettungsübung (SERC)

Unfallszenario mit 7 bis 14 Verunfallten im und am Wasser. Unterschiedliche Notfallsituationen werden dargestellt. Ein Team von 4 Rettungsschwimmern kommt zur Hilfe, muss die Situation erkennen und bewerten und soll innerhalb von 2 Minuten so vielen Verunfallten wie möglich helfen.
- 4 × 50 m Freistilstaffel (ab AK 240)

Alle vier Staffelschwimmer schwimmen nacheinander 50 m Freistil.
- 4 × 25 m Rückenlage ohne Armtätigkeit (AK 12, ab AK 240)

Alle vier Staffelschwimmer schwimmen nacheinander 25 m in Rückenlage ohne Armtätigkeit.

### Freigewässerdisziplinen

#### Geschichte der Freigewässerdisziplinen
Die Freigewässerdisziplinen haben ihren Ursprung in Neuseeland und Australien. Dort finden solche Wettkämpfe bereits seit Jahrzehnten auf hohem Niveau statt. Rettungssport ist dort Volkssport und wird im Fernsehen übertragen. Die Fernsehserie Baywatch machte diese Art des Rettungssports auch in Deutschland populär, und so wurde 1994 der erste Freigewässerwettkampf von der DLRG ausgetragen. Bereits 1990 wurde in Lübeck/Travemünde die Rescue (Weltmeisterschaft) von der DLRG ausgetragen (mit Pool und Freiwasserwettkämpfen).

#### Einzeldisziplinen
- Brandungsschwimmen (Surf Race)

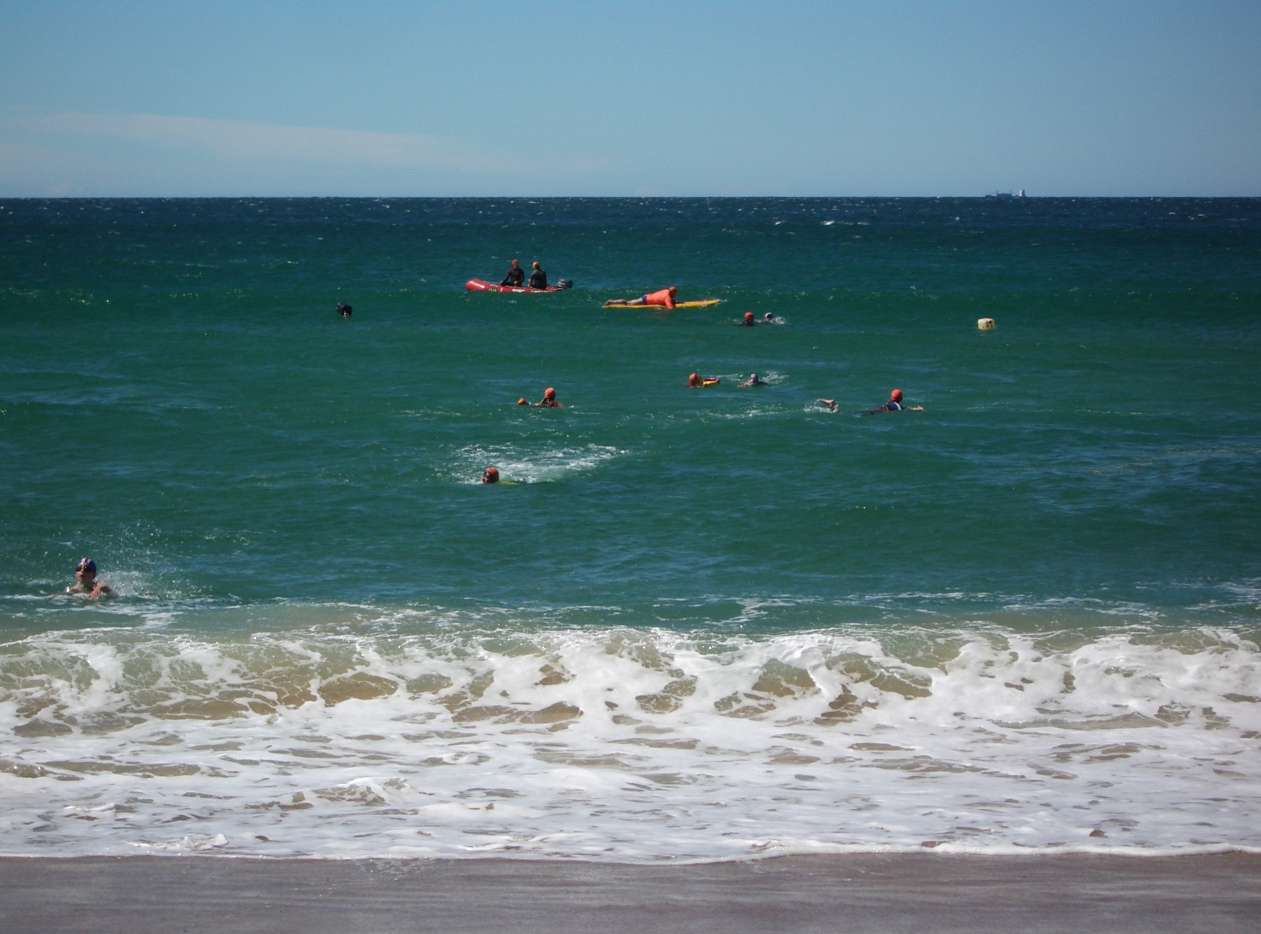
Nippers während ihres Wasserwettkampfs Surf Race in Stanwell Park.

Es ist ein Rundkurs von ca. 400 m zu schwimmen. Start und Ziel befinden sich an der Wasserkante.
- Rettungsbrett-Rennen (Board Race)

Die Wettkämpfer starten mit dem Rescue Board (Rettungsbrett) an der Wasserkante. Sie bewegen sich liegend oder kniend auf dem Brett mit den Armen fort. Es ist ein Rundkurs von ca. 600 m zu absolvieren.
- Rettungsski-Rennen (Surf Ski Race)

Auf dem Surf Ski (Rettungskayak) ist ein Rundkurs von ca. 700 m mittels eines Paddels zu umrunden. Dies ist die schnellste Fortbewegungsart durch Muskelkraft für den Rettungssportler.
- Rettungsdreikampf (Oceanman/Oceanwoman)

Bei dieser Königsdisziplin absolviert der Rettungssportler hintereinander weg das Brandungsschwimmen (300 m), das Rettungsbrett- (400 m) und das Rettungsski-Rennen (500 m). Die Reihenfolge wird vor dem Wettkampf ausgelost. Um eine Abgrenzung zum Triathlon-Ironman zu haben, wird diese Disziplin seit 2006 Oceanman/Oceanwoman und nicht mehr Ironman/Ironwoman genannt.
- Beach-Flags

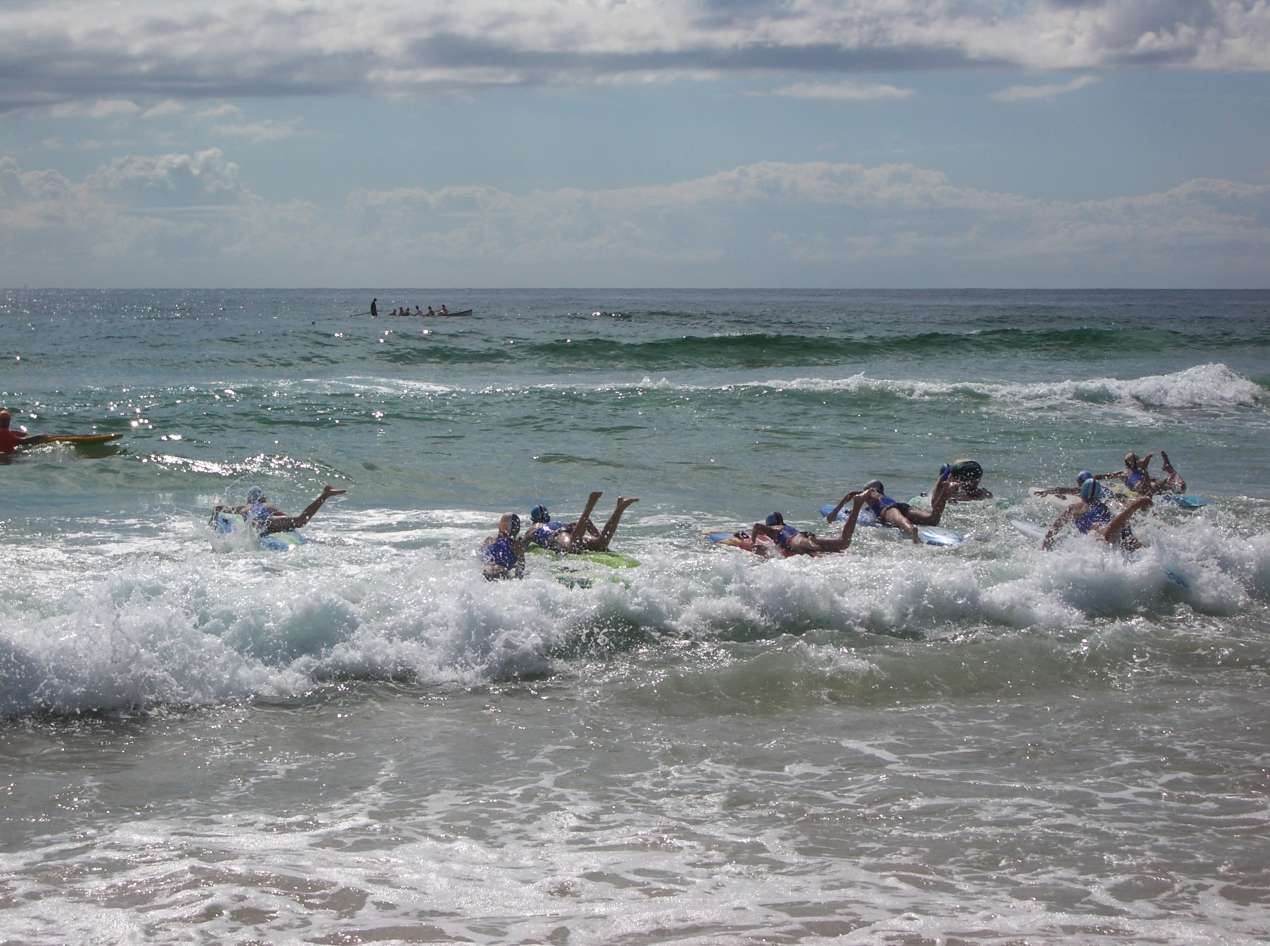
Board Race der Nippers

Beim Start dieses Events liegen alle Wettkämpfer auf dem Bauch mit den Füßen an der Startlinie im Sand. Auf das Startsignal hin wird jeweils einer der 20 m entfernt liegenden Stäbe ergriffen. Da jeweils ein Stab weniger vorhanden ist als Teilnehmer, scheidet nach jedem Durchgang ein Sportler aus. Diese auf Konzentration, Reaktions- und Sprintfähigkeit angelegte Disziplin ähnelt dem Kinderspiel Reise nach Jerusalem.
- Strandsprint (Beachsprint)

90 m Sprint im Sand.

#### Mannschaftsdisziplinen
- Retten mit Gurtretter (Rescue Tube Rescue Race)

Ein Team besteht aus vier Athleten (ein Flossenschwimmer, ein Opfer und zwei Helfer). Nach dem Startsignal schwimmt das Opfer zu einer Boje und signalisiert mit einem Handzeichen, dass es angekommen ist. Auf das Zeichen greift der Flossenschwimmer seine Flossen und den Gurtretter, sprintet in die Brandung und legt beides an. Daraufhin schwimmt er zur Boje und legt dem Opfer den Gurtretter an. Der Flossenschwimmer schleppt das Opfer zurück zum Strand. Die Rettung wird durch die beiden Helfer unterstützt, die dem Rettungsschwimmer ins hüfttiefe Wasser entgegengehen, das Opfer übernehmen und über die Ziellinie am Stand schleppen können.
- Retten mit Rettungsbrett (Rescue Board Rescue Race)

Diese Disziplin wird von zwei Wettkämpfern absolviert. Nach dem Startsignal schwimmt der erste zu seiner Boje und signalisiert seine Ankunft durch ein Handzeichen. Der zweite startet daraufhin mit dem Rettungsbrett und nimmt den Schwimmer an der Boje auf. Gemeinsam paddeln die beiden auf dem Rettungsbrett zum Ziel am Strand.
- Gemischte Rettungs-Staffel (Taplin Relay Race)

Vier Wettkämpfer absolvieren jeweils eine der Disziplinen des Oceanman/Oceanwoman in Staffelform. Die Reihenfolge der Disziplinen wird ausgelost.
- Strandsprint-Staffel (Beach Relay)

4 Wettkämpfer sprinten jeweils 90 m im Sand.

### IRB-Disziplinen
Die vier Disziplinen der IRB-Wettkämpfe simulieren die Rettung einer oder mehrerer Personen aus der Brandungszone am Strand mit Hilfe der speziell für diesen Einsatzzweck entwickelten Schlauchbooten, den sogenannten Inflatable Rescue Boats (IRB).
- Rescue Event

Eine Mannschaft besteht aus Bootsführer, Rettungsschwimmer und einem „Patienten“. Der Patient befindet sich an einer festgelegten Position im Wasser und wird von der Mannschaft so schnell wie möglich ans Ufer gebracht.
- Mass Rescue Event

Eine Mannschaft besteht aus Bootsführer, Rettungsschwimmer und zwei „Patienten“. Die Patienten befinden sich an einer festgelegten Position im Wasser und werden nacheinander durch das Team so schnell wie möglich ans Ufer gebracht. Der erste Patient darf nach dem Verlassen des Boots seinen Mannschaftskameraden nicht bei der Vorbereitung zur Rettung des zweiten helfen.
- Team Rescue Event

Eine Mannschaft besteht aus zwei Bootsführern, zwei Rettungsschwimmern und zwei „Patienten“. Beide Patienten befinden sich an einer festgelegten Position im Wasser. Der erste wird durch das erste Team so schnell wie möglich ans Ufer gebracht. Am Strand erfolgt durch den Bootsführer der Staffelwechsel zum zweiten Bootsführer. Der erste Rettungsschwimmer bleibt beim Boot, bis es die zweite Mannschaft übernimmt. Diese darf erst zum zweiten Patienten starten, wenn auch der erste Rettungsschwimmer die Wechselzone erreicht hat. Die zweite Mannschaft rettet dann den zweiten Patienten. Der erste Patient darf nach dem Verlassen des Boots seinen Mannschaftskameraden nicht bei der Vorbereitung zur Rettung des zweiten helfen.
- Rescue Tube Event

Eine Mannschaft besteht aus Bootsführer, Rettungsschwimmer (mit Rettungsgurt) und einem „Patienten“. Der Patient befindet sich an einer festgelegten Position im Wasser. Bei der Rettung springt der Rettungsschwimmer ins Wasser und benutzt den mitgeführten Gurtretter um den Patienten zu sichern und zum Boot zu ziehen. Dort hilft ihm der Bootsführer, den Patienten ins Boot zu ziehen. Dann kehrt das Boot so schnell wie möglich ans Ufer zurück.

## Das Wettkampfsystem der DLRG in Deutschland
Das Deutsche Wettkampfsystem für den Indoor-Rettungssport ist im Regelwerk der DLRG niedergeschrieben. Auf allen Ebenen der DLRG finden regelmäßig Wettkämpfe statt. Innerhalb der Bezirke und Kreisverbände veranstalten viele Ortsgruppen regelmäßig Freundschaftswettkämpfe, um sich mit anderen Ortsgruppen zu messen. Viele Ortsgruppen führen auch Vereinsmeisterschaften durch. Pro Bezirk können einmal im Jahr Bezirksmeisterschaften stattfinden, auf denen sich Rettungsschwimmer aller Ortsgruppen des jeweiligen Bezirks als Mannschaften und Einzelstarter für die Landesmeisterschaften qualifizieren können. Diese werden vom Landesverband ausgerichtet. Dort wiederum qualifizieren sich die besten Mannschaften und Schwimmer für die Deutschen Meisterschaften der DLRG, auf denen dann der jeweilige deutsche Meister ermittelt wird. Wettkämpfe auf Orts-, Bezirks- und Landesebene können nur vom 1. Januar bis zum 15. August ausgetragen werden; die Deutschen Meisterschaften vom 1. September bis zum 31. Dezember.
Das Wettkampfsystem der DLRG ist in die Altersklassen AK 12, AK 13/14, AK 15/16, AK 17/18, AK offen und innerhalb dieser Altersklassen nach Geschlechtern unterteilt. Rettungsschwimmer können alleine oder in einer Mannschaft, die aus vier bis fünf Schwimmern besteht, starten. Die Disziplinen bei den Einzelstarten umfassen unter anderem das Hindernisschwimmen, eine Rettungsübung mit und ohne Flossen und eine Rettungsübung mit Gurtretter und Flossen. Die Strecken sind dabei je nach Altersklasse 50 m bis 200 m lang. Mannschaftsdisziplinen entsprechen größtenteils den Einzeldisziplinen, werden aber als Staffel geschwommen und schwimmen 4 × 25 m bis 4 × 50 m. Bei den Mannschaftsdisziplinen der Senioren-Meisterschaften sind die Altersklassen AK 100, AK 120, AK 140, AK 170, AK 200, AK 240 und AK 280+ vorhanden. Der Wert wird durch Addition des Lebensalters der vier jüngsten Mannschaftsmitglieder bestimmt (angenommenes Mindestalter: 25 Jahre). Bei den Einzeldisziplinen der Senioren-Meisterschaften sind die Altersklassen AK 25, AK 30, AK 35, AK 40, AK 45, AK 50, AK 55 und AK 60 vorhanden.
Die DLRG Service Gesellschaft mbH (DSG) veranstaltet während des Sommers Freigewässerwettkämpfe.
Der DLRG Cup wird jährlich in Warnemünde ausgetragen und ist die größte Freigewässerveranstaltung in Deutschland. Bei dieser Veranstaltung gehen Athleten aus vielen europäischen Nationen und viele Deutsche Vereinsmannschaften an den Start.
Die DLRG Trophy ist eine Freigewässerserie über in der Regel drei Wettkämpfe, die an wechselnden Orten in der Bundesrepublik ausgetragen werden. Die Einzelergebnisse werden zu einer Tageswertung zusammengefasst und am Ende gibt es eine Abschlusstabelle.

## Das Internationale Wettkampfsystem der ILS
Die weltweite Dachorganisation des Rettungssports, die International Life Saving Federation (ILS), führt alle zwei Jahre Weltmeisterschaften durch. Es gibt verschiedene Unterarten. Teilnehmen können Nationalmannschaften, Clubmannschaften (ein Club entspricht einer deutschen Ortsgruppe) sowie Senioren (Masters).
Die letzte Weltmeisterschaft in Deutschland fand vom 20. bis 29. Juli 2008 in Berlin und Warnemünde statt und wurde von der DLRG organisiert. Die letzte Weltmeisterschaft wurde 2018 in Adelaide (Australien) ausgetragen. Die Weltmeisterschaft 2022 fand in Riccione (Italien) statt. Die ILS-Europe (ILS-E) führt ebenfalls alle zwei Jahre Europameisterschaften durch. Dort gibt es auch Wettbewerbe für Junioren. Die EM 2013 im Rettungsschwimmen fand vom 16. bis 18. August 2013 in Den Haag in den Niederlanden statt. Zuvor wurde die EM vom 15. bis 19. September 2011 in Alicante in Spanien ausgetragen. Die EM 2015 wurde in Wales, die EM 2017 in Belgien ausgetragen.
Rettungssport ist seit 1985 auch fester Bestandteil der World Games, welche alle vier Jahre an wechselnden Orten ausgetragen werden. Die World Games fanden vom 25. Juli bis 9. August 2013 im kolumbianischen Cali statt. Marcel Hassemeier, der zum Team der deutschen Nationalmannschaft gehörte, war mit 4 × Gold und 1 × Silber der erfolgreichste Athlet der World Games und wurde auch zum „Athlet of the Year“ 2013 gewählt. 2017 fanden die World Games in Breslau, Polen statt.

## Schwimmbecken bei den Nationalen und Internationalen Meisterschaften

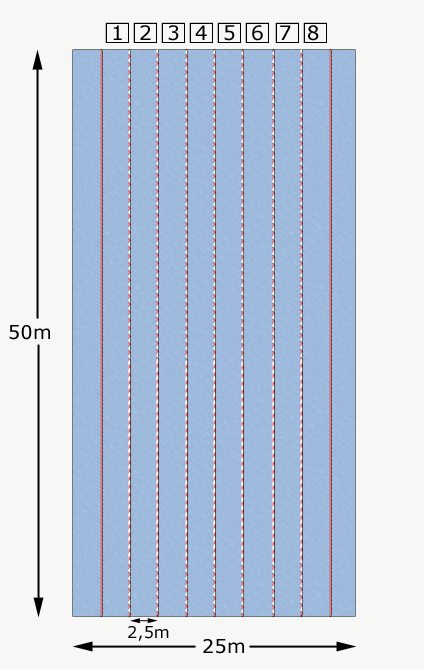
Geeignetes Schwimmbecken für Meisterschaften

Ein Schwimmbecken bei der Rescue-, Europa- und Deutschen Meisterschaft muss besondere Kriterien erfüllen, damit die gleichen Bedingungen in allen Sportstätten herrschen und ein besserer internationaler Vergleich stattfinden kann. Aus diesem Grund sollen die Bäder auch mit einem festen Dach überdacht sein. Die Eigenschaften eines Wettkampfschwimmbeckens sind folgende:
| Länge:             | 50 m     |
| Schwimmbahnbreite: | 2,5 m    |
| Wassertemperatur:  | 25–28 °C |

Wenn elektronische Anschlagsfelder benutzt werden, muss die Länge zwischen ihnen trotzdem 50 m betragen (sie dürfen nicht in das Becken hineinragen). Die Genauigkeitsanforderungen an die Beckenlänge sind hoch, da bereits eine Längendifferenz von 1 cm bei 100 m Freistil zu einer Zeitdifferenz von 1/100 Sekunde führt. Aus diesem Grund wurde auch die Zeitmessung auf tausendstel Sekunden, die bei den Olympischen Spielen 1972 verwendet wurde, wieder abgeschafft.
Außerdem befinden sich auf dem Beckengrund schwarze Linien entlang der Bahnen, damit sich die Schwimmer beim Schwimmen in Brustlage besser orientieren können.

## Die Wettkampfgeräte
Als Hauptwettkampfgerät dient die Rettungspuppe, welche bei den meisten Schwimmbaddisziplinen eingesetzt wird und teilweise mit anderen Rettungsgeräten wie dem Gurtretter oder Wettkampfflossen kombiniert wird. Im Rahmen des Hindernisschwimmens wird ein 70 cm hohes Hindernis in das Wasser gehängt, das sich farblich vom Wasser abhebt und untergetaucht werden muss.
Bei IRB-Disziplinen finden Inflatable Rescue Boats Anwendung.

## Weltmeister Rettungssport
- Tim Brang
- Christian Ertel
- Ian Ferguson
- Adrian Flügel
- Andrea Halle
- Marcel Hassemeier
- Lutz Heimann
- Fabian Henning
- Nina Holt
- Gregor Kiedorf
- Hagen Leditschke
- Matthias Meng
- Berit Reichel
- Carsten Schlepphorst
- Gisela Schönfeld
- Susanne Schrader
- Danny Wieck